# Galium tolosianum
Galium tolosianum là một loài thực vật có hoa trong họ Thiến thảo. Loài này được Boiss. & Kotschy mô tả khoa học đầu tiên năm 1875.